# جون هازومی
جون هازومی (انگلیسی: Jun Hazumi; ۱۴ ژوئیهٔ ۱۹۳۴ – ) صداپیشه، و بازیگر اهل ژاپن بود.